# Joseph Blake (1er baron Wallscourt)
Pour les articles homonymes, voir Blake.
Joseph Henry Blake, 1er baron Wallscourt (5 octobre 1765-28 mars 1803), est un homme politique irlandais. 

## Biographie
Il est le fils aîné de Joseph Blake et Honoria Daly, fille de Dermot Daly. Il est élu à la Chambre des communes irlandaise pour le comté de Galway en 1790, un siège qu'il occupe jusqu'en 1800, lorsque le Parlement irlandais est aboli. Cette même année, il est élevé à la Pairie d'Irlande en tant que baron Wallscourt, d'Arddfry dans le comté de Galway, avec le reste, à défaut de son propre fils, aux héritiers de son père Joseph Blake. 
Lord Wallscourt épouse Louisa Catherine Mary Bermingham, fille de Thomas Bermingham (1er comte Louth) et de sa deuxième épouse Margaret Daly, en 1784. Ils ont une fille, Anastasia Blake, qui épouse Luke Dillon, 2e baron Clonbrock. Wallscourt est décédé en mars 1803, à l'âge de 37 ans. Son père étant alors encore en vie, la baronnie est temporairement suspendue. Après la mort de son père en 1806, le neveu de Wallscourt, Joseph Henry Blake, fils du capitaine Ignatius Blake et Helen Cashel, est autorisé à porter le titre. Lady Wallscourt se remarie avec James Daly en 1804. Elle est décédée en mai 1827, à l'âge de 62 ans.